# باربارا خوراویانکا
باربارا خوراویانکا (لهستانی: Barbara Horawianka؛ ۱۴ مهٔ ۱۹۳۰ – ۲۰ سپتامبر ۲۰۲۴) بازیگر اهل لهستان بود.
از فیلم‌ها یا برنامه‌های تلویزیونی که وی در آنها نقش داشته‌است، می‌توان به به‌دور از جاده، سرهنگ کفیاتکوفسکی، قطار شب، قماری بالاتر از زندگی و مسافر اشاره کرد.